# Château de Colbert
Le château de Colbert est un ancien édifice situé à Blainville-sur-Orne, en France. Son portail en est le seul vestige.

## Localisation
Le portail est situé dans le département français du Calvados, au sud de l'église de Blainville-sur-Orne.

## Historique
La porte est inscrite au titre des Monuments historiques depuis le 4 octobre 1932.